# Malhação (3.ª temporada)
A terceira temporada da telenovela brasileira Malhação, foi produzida e exibida pela TV Globo de 31 de março de 1997 a 2 de janeiro de 1998, em 198 capítulos.
Foi escrita por Emanuel Jacobina e Andréa Maltarolli, com colaboração de Patrícia Moretzsohn, Glória Barreto, Filipe Miguez, Carlos Lombardi, Alessandra Poggi, Carlos Gregório, José de Carvalho e Teresa Frota, com roteiro final de Charles Peixoto. A supervisão foi de Marcia Prates e Maria Helena Nascimento, com direção de Paulo Silvestrini, Flávio Colatrello Jr. (também diretor geral), Reynaldo Boury e André Schultz, com direção de núcleo de Wolf Maya.
Conta com as atuações de Luana Piovani, Pedro Vasconcelos, Karina Barum, Cláudio Heinrich, Nívea Stelmann, Lucinha Lins, Luigi Baricelli, Susana Werner, Walther Verve, e Talita Castro. A canção "Assim Caminha a Humanidade", de Lulu Santos, serve como tema da terceira temporada.

## Enredo
Na primeira fase a turma se aventura na escalada do fictício Rio das Almas. Nesse cenário, a romântica Débora (Karina Barum) surge como interesse amoroso de Dado (Cláudio Heinrich) separado de Luiza (Fernanda Rodrigues). O romance encontrou resistência de Tony (Wálter Verve), então namorado da mocinha. Na academia, o conflito se dá com o misterioso Fausto (Norton Nascimento), que surge dizendo ser dono de metade da Malhação, sócio de Dado, Joana (Samantha Dalsoglio) e Doris (Byanca Byington).
Devido à queda na audiência, a temporada sofreu reformulações, com a saída de alguns personagens e inclusão de outros, assim como troca de protagonistas. Estreou o jogador de futebol Vudu (Pedro Vasconcelos), em ascensão, e que vê a carreira ameaçada ao se contundir e ter que passar por uma operação, fazendo fisioterapia na Academia Malhação para poder voltar logo aos gramados. Lá ele conhece Patrícia (Luana Piovani), uma moça rica e mimada, mas que não aceita desaforos e foi apelidada de "Lorão", pelo seu cabelo e temperamento. Os dois se odeiam à primeira vista, mas com o tempo se apaixonam e passam a viver uma cômica relação de amor e ódio, uma vez que nunca cedem e querem ter sempre a última palavra.
Dado tenta amadurecer e se manter sem ajuda dos pais. Depois que Luíza vai para a Europa, no fim da temporada anterior, ele tem um caso com a bela e sensual Bárbara (Lucinha Lins), uma mulher bem mais velha que ele, esposa de Orestes (Francisco Cuoco), milionário que adquiriu as ações da academia, tornando-se sócio de Fausto, Dóris e Dado.
A mulher se torna cada vez mais obsessiva por Dado, a ponto de prejudicar Maria (Talita Castro) – com quem ele também tem uma relação mal-explicada. Na reta final chega Mônica (Nívea Stelmann), enteada de Bárbara, que conquista o coração de Dado para desespero da madrasta.
O mulherengo Mocotó (André Marques) finalmente sossega ao namorar Betânia (Karla Nogueira), moça que pratica tai chi chuan e com quem cria uma seita hippie inspirada na cultura dos anos 60, o que faz com que ele se torne cada vez mais paranoico. Quem também é apaixonada por Mocotó é Laura (Juliana Knust), uma nerd gordinha que nunca sentiu que pudesse ser notada, mas que se torna grande amiga dele a ponto de se revelar um grande amor, rompendo estereótipos. Já Fabinho (Bruno De Luca) e Bróduei (Fabiano Miranda), entrando na adolescência, mantêm uma paixão platônica pela ginasta Ângela (Thaís Fersoza).

## Elenco
em ordem de abertura
| Intérprete         | Personagem                            |
| ------------------ | ------------------------------------- |
| André Marques      | Mocotó (Alexandre Ferreira)           |
| Bruno De Luca      | Fabinho (Fábio Gonzalez Filho)        |
| Cláudio Heinrich   | Dado (Eduardo Kleber Siqueira Junior) |
| Samantha Dalsoglio | Joana Ferraz                          |
| Bianca Byington    | Dóris Simões de Andrade               |
| Guilherme Medaglia | Gaúcho                                |
| John Herbert       | Nabucodonosor Pereira (Nabuco)        |
| Juliana Knust      | Laura                                 |
| Karina Barum       | Débora                                |
| Luana Piovani      | Patrícia Matos (Pá)                   |
| Norton Nascimento  | Fausto Ferraz                         |
| Pedro Vasconcelos  | Leovegildo Batista Júnior (Vudu)      |
| Raquel Nunes       | Pamela Rodrigues (Pam)                |
| Renata Mór         | Juliana                               |
| Talita Castro      | Maria Madureira                       |
| Thaís Fersoza      | Ângela da Silva                       |
| Luigi Baricelli    | Romão Marques Macieira                |
| Lucinha Lins       | Bárbara Maldonado                     |
| Fabiano Miranda    | Bróduei Washington do Nascimento Jr   |
| Dill Costa         | Maria Candelária Felipe Santiago      |
| Francisco Cuoco    | Orestes Maldonado                     |

### Participações especiais
| Intérprete              | Personagem |
| ----------------------- | --- |
| Abrahão Farc            | Nestor (administrador da fazendinha dos tios de Mocotó)                                                                                        |
| Adriano Garib           | carcereiro na delegacia aonde Dado está preso acusado pela morte de Orestes                                                                    |
| Alexandre Zacchia       | Madureira (colega de cela de Dado enquanto ele está preso pelo assassinato de Orestes)                                                         |
| Ana Paula Guimarães     | Nani (Joana, aluna da academia) |
| André Gonçalves         | Merreca (mecânico, amigo de infância bandido do Vudu)                                                                                          |
| Andréa Guerra           | Afrodite (garota virtual criada por Bróduei, Mocotó e Pedro)                                                                                   |
| Andréa Veiga            | Célia (esposa de Milton) |
| Ângelo Paes Leme        | Nando (jovem traumatizado por um acidente por quem Nani se interessa)                                                                          |
| António Gonzalez        | Rolando (empresário que patrocina Dado para que ele perca o campeonato de vale tudo)                                                           |
| Athirson                | ele mesmo |
| Beth Goulart            | Lígia (amiga de Dóris que se interessa por Flavinho)                                                                                           |
| Beto Carrero            | ele mesmo (entrega a Mocotó o presente de Hassan)                                                                                              |
| Bianca Rinaldi          | Úrsula (professora de ginástica olímpica da academia, uma golpista que deu um golpe num amante o levando a falência e a morte)                 |
| Bruce Gomlevsky         | garçom que trabalha no hotel onde Dado passou uma temporada a beira-mar                                                                        |
| Bruno Padilha           | Xará (divide um apartamento com Dado) |
| Caio Junqueira          | Flávio (Flavinho, afilhado de Joana) |
| Camila Pitanga          | Alex (Alexandra Nogueira Bittencourt, namorada de Fausto, proprietária do sushi bar)                                                           |
| Carlinhos de Jesus      | ele mesmo (jurado no concurso de dança da academia)                                                                                            |
| Carlos Bonow            | Montanha (amigo de Tony) (creditado como André Bonow)                                                                                          |
| Carlos Sato             | Akira (sushi-man do restaurante japonês de Alex e Joana)                                                                                       |
| Carolina Dieckmann      | Juli (Juliana Siqueira Pepper, irmã de Dado)                                                                                                   |
| Carolina Pavanelli      | Rafaela (menina inteligente que se inscreve na academia e se torna amiga de Dado)                                                              |
| Cléa Simões             | Dona Quinha (cozinheira que prepara um jantar para Orestes na casa de Fausto)                                                                  |
| Cristina Mullins        | Andréia (mãe de Rafaela) |
| Cristina Prochaska      | Sílvia da Silva (mãe de Ângela) |
| Daniel Ávila            | Hassan (príncipe árabe que se interessa por Laura)                                                                                             |
| Dany Bananinha          | Teca (aluna da academia) |
| Dary Reis               | condutor do trem que leva a turma a Rio das Almas                                                                                              |
| Fabiano Miranda         | Bróduei Washington do Nascimento Jr |
| Fábio Villa Verde       | Pedro Ivo Macieira (primo de Romão) |
| Fernando Almeida        | Franklin (filho presidiário de Candelária, irmão de Bróduei, mencionado na primeira temporada)                                                 |
| Francisco Milani        | Falcão (detetive contratado por Joana para investigar Úrsula)                                                                                  |
| Guilherme Leme          | Celso (novo namorado da Luiza e suposto pai do filho dela)                                                                                     |
| Ilka Soares             | Aurora (tia de Dado e Juli) |
| Ilya São Paulo          | Barrão (marido abusivo de Helena) |
| Íris Nascimento         | Verônica (ex-mulher de Fausto) |
| Jon Bon Jovi            | ele mesmo (se apresenta na academia, amigo de Patrícia e Dado)                                                                                 |
| Jorge Botelho           | Gabriel Pereira |
| Kadu Moliterno          | Paulo da Silva (pai de Ângela) |
| Karla Nogueira          | Betânia |
| Karina Perez            | Bianca Ferreira (madrasta de Mocotó por quem ele é apaixonado)                                                                                 |
| Kiko Mascarenhas        | Victor/Victória (se disfarça de mulher para participar do concurso de dança na academia)                                                       |
| Leila Lopes             | Rosa Aparecida (aluna da academia, delegada que investiga o assassinato de Orestes)                                                            |
| Lina Fróes              | Filomena Viana (mãe do Vudu) |
| Luciene Adami           | Helena (ex-namorada de Dado, esposa de Barrão)                                                                                                 |
| Lúcio Mauro             | Dr. Palhares (presidente do clube onde Vudu joga)                                                                                              |
| Márcio Kieling          | aluno da academia |
| Marcos Pasquim          | Milton (treinador e amigo de Dado, professor da academia)                                                                                      |
| Mário Frias             | Ivan Madureira (primo de Maria, sobrinho de Severo que o chantageia para convencer Maria a retornar a Belo Horizonte para limpar a sua imagem) |
| Mônica Carvalho         | Naomi (garota que aparece com um filho nos braços alegando que Vudu é o pai)                                                                   |
| Nildo Parente           | Severo Madureira (pai de Maria) |
| Nívea Stelmann          | Mônica Maldonado (filha de Orestes, enteada de Bárbara que se interessa por Dado)                                                              |
| Raul Gazolla            | Marcel (artista plástico que seduz as meninas da academia para posarem para ele)                                                               |
| Renata Fronzi           | Jasmim Silveira (enfermeira da academia, mãe de Mariana)                                                                                       |
| Renée de Vielmond       | Lorena Saraiva (mãe biológica de Pam) |
| Rita Guedes             | Luana (detetive cega que ajuda Falcão na investigação a respeito de Úrsula)                                                                    |
| Roberta Cipriani        | Maria Kátia (ex-noiva de Vudu que anda sempre atrás dele)                                                                                      |
| Roberta Índio do Brasil | Tati (patricinha que conhece Dado quando passa uma temporada a beira-mar)                                                                      |
| Roberto Frota           | Simões (cliente da agencia do pai de Romão) |
| Ronaldo                 | Roberto Lobo (Betinho, treinador de futebol da academia e novo amor de Mariana com quem se casa)                                               |
| Sandro Rocha            | Pedro (falso juiz de paz que realiza o casamento de Maria Kátia e Vudu)                                                                        |
| Sérgio Abreu            | Raimundo (rapaz que acompanha Patrícia quando ela reaparece após o desastre aéreo)                                                             |
| Susana Werner           | Mariana Silveira (aluna da academia, filha de Jasmim, ex-namorada de Romão e se casa com Betinho)                                              |
| Tássia Camargo          | Aline (paga por Severo para se aproximar de Maria e convencê-la a dar sua filha para adoção, esposa de Mauro)                                  |
| Tato Gabus Mendes       | Eduardo Kleber Siqueira (pai de Dado e Juli)                                                                                                   |
| Thiago Lacerda          | Lula (Lucas Melo, professor de natação da academia)                                                                                            |
| Thierry Figueira        | Lau (Ladislau, ex-namorado de Maria e verdadeiro pai do filho dela)                                                                            |
| Waldir Gozzi            | Alan |
| Walmor Chagas           | William Longstreet (preceptor de Hassan que se apaixona por Joana)                                                                             |
| Wálter Verve            | Tony |
| Yoná Magalhães          | Elizabeth (mãe de Tati, que vê Bárbara chegar no hotel onde ela e Dado estão hospedados)                                                       |

## Produção
A trama do casal principal foi inspirada em dois clássicos: A Dama e o Vagabundo, sobre o romance entre um rapaz "do povo" e uma moça da elite, e A Megera Domada, sobre uma moça de temperamento forte, cujo nenhum garoto consegue se apaixonar, sendo dobrada por um homem tão irritável quanto ela. O cantor americano Jon Bon Jovi fez uma participação em 14 de outubro cantando a música "Midnight in Chelsea". A inserção de sua participação deu-se por meio da personagem Patrícia, que jura conhecer o cantor de seu intercâmbio e o convida para cantar no campeonato de boxe durante sua passagem pelo Brasil.

### Escolha do elenco
Karina Barum foi escolhida para o posto de protagonista da temporada interpretando Débora o novo interesse amoroso de Dado (Cláudio Heinrich). Mas devido  a queda na audiência, o elenco da temporada foi totalmente reformulado e Luana Piovani que estava escalada para interpretar a antagonista Paula em Anjo Mau, foi transferida para o posto de protagonista da nova fase de Malhação sem prévio aviso, descobrindo a troca apenas quando chegou para o ensaio da novela das seis. A atriz se recusou a fazer o seriado e reclamou diretamente para o diretor Boninho, porém não teve escolha por contrato: "Desliguei o telefone, dois dias depois chegou um telegrama na minha casa: 'Confirmamos sua participação no programa Malhação'. Claro que foi à força! Eu agradeci e chegou um telegrama convocando para uma coisa que eu rejeitei".
Juliana Knust teve que engordar 10kg para interpretar Laura. Nívea Stelmann ainda estava no elenco de A Indomada quando foi convocada para entrar em Malhação em outubro de 1997, tendo apenas uma semana de descanso e preparação entre as últimas cenas de uma e as primeiras da outra.

## Exibição
Durante a exibição original, foi criado um website que contava com bate-papo, resumo dos capítulos e ficha dos personagens.
Foi exibida no canal Viva de 4 de abril de 2022 a 3 de janeiro de 2023, substituindo a 2.ª temporada e sendo substituída pela 4.ª temporada. Em 5 de dezembro de 2022, o Viva comunicou em suas redes sociais que não foi possível recuperar do acervo o capítulo 177 da novela, previsto para ir ao ar no dia 6 de dezembro. Com isso, a exibição de Malhação 1997 pulou do capítulo 176 para o capítulo 178, concluindo sua trajetória com apenas 197 capítulos originais exibidos.

### Outras Mídias
Em 24 de abril de 2023, foi disponibilizada pelo Globoplay, como parte do Projeto Resgate. No entanto, o capítulo 177 foi impossibilitado de ser resgatado.

## Trilha sonora

#### Lista de faixas
| N.º            | Título                              | Compositor(es)                            | Artista(s)                | Duração |  |
| 1.             | "Tão Seu"                           | Samuel Rosa Chico Amaral                  | Skank                     | 4:02    |  |
| 2.             | "Is This Love"                      | Bob Marley                                | Terra Samba               | 3:17    |  |
| 3.             | "Reach" (Higher Radio Mix)          | Gloria Estefan Diane Warren               | Gloria Estefan            | 3:48    |  |
| 4.             | "Achy Breaky Heart"                 | Don Von Tress                             | Billy Ray Cyrus           | 3:21    |  |
| 5.             | "Falling in Love"                   | Hugo Peretti Luigi Creatore George Weiss  | Rave-O-Lution             | 3:39    |  |
| 6.             | "Malhação"                          | Careca                                    | É o Tchan!                | 2:59    |  |
| 7.             | "Love and Pain" (Single Mix)        | Miles Gordon P-Force Tony Dawson-Harrison | Captain Hollywood Project | 3:39    |  |
| 8.             | "Resquícios"                        | Christiaan Oyens                          | Vanessa Barum             | 3:12    |  |
| 9.             | "Aviso aos Navegantes"              | Lulu Santos                               | Lulu Santos               | 4:02    |  |
| 10.            | "Rap do Mocotó"                     | Duca Leindecker                           | Morangotango              | 3:41    |  |
| 11.            | "À Meia-Voz"                        | Marina Lima Antonio Cicero                | Marina Lima               | 3:24    |  |
| 12.            | "Você É Linda"                      | Caetano Veloso                            | Netinho                   | 4:38    |  |
| 13.            | "Linha de Fogo" (Soul Inside Remix) | Torcuato Mariano Bernardo Vilhena         | Rosanah                   | 4:53    |  |
| 14.            | "Bailão de Peão"                    | Maria da Paz Nino                         | Chitãozinho & Xororó      | 3:24    |  |
| Duração total: | Duração total:                      | Duração total:                            | Duração total:            | 51:59   |  |

#### Créditos
Todo o processo de elaboração de Malhação 4 atribui os seguintes créditos:
- Direção musical: Mariozinho Rocha
- Produção musical: Paulo Henrique
- Fonogramas cedidos por: Sony Music, RGE, PolyGram, Virgin (divisão EMI Music), BMG Brasil, EMI Music, Natasha
- Artista: Camila Pitanga
- Fotos: Ayrton Camargo
- Coordenação gráfica: Marciso "Pena" Carvalho